# Friedrich Fuchs (Redakteur)
Friedrich Fuchs (* 7. Juni 1890 in Aschaffenburg; † 11. Januar 1948 in München) war ein deutscher Redakteur, Schriftsteller und Literaturwissenschaftler.

## Leben
Friedrich Fuchs war der Sohn des Aschaffenburger Kaufmanns Friedrich Fuchs (1859–1895) und dessen Ehefrau Eugenie, geborene Seyler (1862–1951). Seine ältere Schwester war die Schauspielerin  Erna Morena.
Nachdem der wie Fuchs aus Aschaffenburg stammende Radiologe und Politiker Friedrich Dessauer Fuchs dem mit ihm befreundeten Gründer der Zeitschrift Hochland Carl Muth bereits 1910 wärmstens empfohlen hatte, wurde Fuchs nach seiner Rückkehr aus dem Krieg und dem Staatsexamen für das höhere Lehramt im November 1919 für eine Übergangszeit Dessauers Privatsekretär in Frankfurt am Main. Der Wechsel zu Muth in die Redaktion des Hochlands war dabei zwischen Dessauer und Muth bereits vereinbart und erfolgte 1920.
1922 wurde Fuchs an der Universität München bei August Heisenberg im Fach Byzantinistik mit einer Arbeit über Die höheren Schulen von Konstantinopel im Mittelalter promoviert.
Ab 1932 war Fuchs Schriftleiter des Hochland, wurde jedoch 1935 wegen persönlicher Differenzen mit Karl Muth aus dieser Stellung entfernt.
Fortan lebte er bis zu seinem Tod als Privatgelehrter in München. Als solcher widmete er sich insbesondere der Brentano-Forschung und gab die von Wilhelm Schellberg begründeten Editionen von Briefen Bettina und Clemens Brentanos im Verlag Eugen Diederichs heraus.
Friedrich Fuchs war seit 1924 mit der Künstlerin Ruth Schaumann verheiratet. Der Ehe entstammten fünf Kinder. Sein Grab befindet sich auf dem Winthirfriedhof im Münchener Stadtteil Neuhausen.
Sein schriftlicher Nachlass, der über 500 Briefe, 37 Manuskripte und 6 Tagebuchkalender umfasst, wird im Literaturarchiv Monacensia verwahrt.

## Schriften, Herausgeberschaft
- Die höheren Schulen von Konstantinopel im Mittelalter. Teubner, Leipzig 1926 [Byzantinistisches Archiv, 8]; Nachdruck: Hakkert, Amsterdam 1969.
- Clemens Brentano: Das unsterbliche Leben. Unbekannte Briefe. Hrsg. von Wilhelm Schellberg (†) und Friedrich Fuchs, Eugen Diederichs Verlag, Jena 1939.
- Bettine Brentano: Die Andacht zum Menschenbild. Unbekannte Briefe. Hrsg. von Wilhelm Schellberg (†) und Friedrich Fuchs, Eugen Diederichs Verlag, Jena 1941.